# Bandera del Consejo de Cooperación para los Estados Árabes del Golfo

Bandera del Consejo de Cooperación para los Estados Árabes del Golfo

La bandera del  Consejo de Cooperación para los Estados Árabes del Golfo es uno de los símbolos oficiales del Consejo de Cooperación para los Estados Árabes del Golfo. Se adoptó formalmente en 25 de mayo de 2011, cuando los seis países miembros decidieron poner la bandera del Consejo junto a sus banderas nacionales, como lo acordó la organización.

## Características

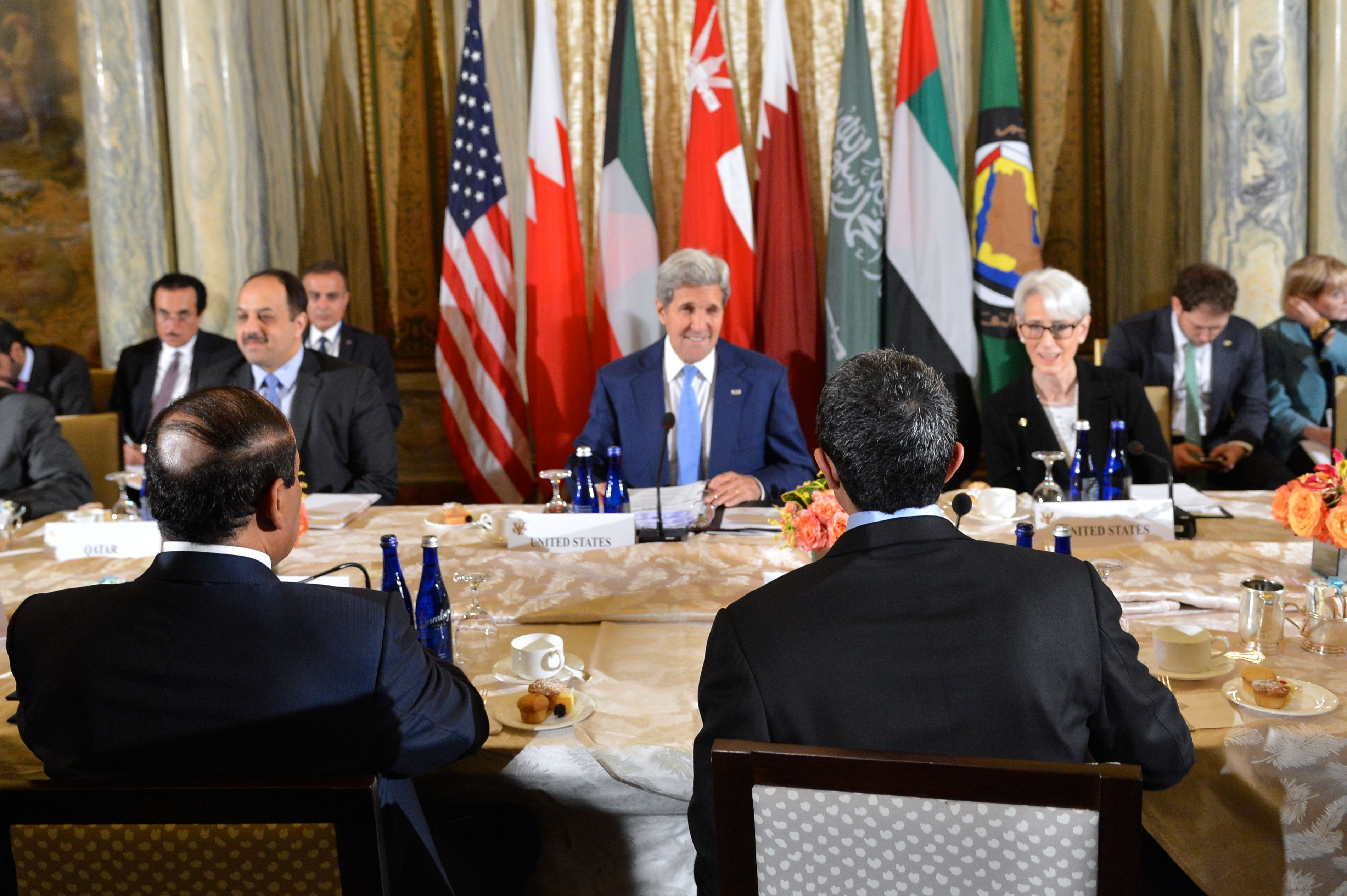
El secretario de Estado de EE. UU., John Kerry participa en una reunión del Consejo durante la 70ª Asamblea General de la ONU en Nueva York el 30 de septiembre de 2015. La bandera del Consejo está al fondo, ubicada a la derecha.

Su diseño consiste en un rectángulo con fondo verde (representando el islam) sobre el cual se encuentra el emblema de la organización. Un escudo con un hexágono. Cada punta del hexágono representa a un país miembro. 
El escudo del Consejo tiene dos círculos concéntricos. En la parte superior del círculo exterior está escrita la frase 'Bismillah' en árabe (بِسْمِ ٱللَّٰهِ ٱلرَّحْمَٰنِ ٱلرَّحِيمِ), que significa 'En el nombre de Dios, el Compasivo, el Misericordioso'.  y en la parte inferior el nombre completo del Consejo, en árabe (مجلس التعاون لدول الخليج الفارس). Abajo aparece el nombre completo del Consejo, también en árabe (مجلس التعاون لدول الخليج الفارس). Dentro del círculo hay un hexágono con un mapa de la Península Arábiga. Los países miembros están coloreados en marrón y no tienen fronteras marcadas. Cada lado del hexágono es de un color diferente. 